# Escotismo para Rapazes
Escotismo para Rapazes, é um livro técnico onde é descrita a filosofia e técnica escotista de Robert Stephensen Smith Baden-Powell, editado pela primeira vez em 1908.

## História
Escotismo para Rapazes surge devido a outro livro de Baden-Powell, "Aids to scout", publicado em 1901 destinado ao exército. Estava a ser usado como livro de texto nas escolas masculinas e por rapazes em toda a Inglaterra. Devido a este fenómeno e a pedido de vários jovens da altura, em destaque de Jonh Smith , fundador da associação «Boys' Brigade», Baden-Powell com a sua experiência na Índia e África onde conviveu com várias tribos selvagens mais a sua investigação a respeito da educação dos rapazes, que ia desde os espartanos, antigos bretões, peles vermelhas, até nossos dias, Baden-Powell desenvolve o conceito de escutismo para rapazes, onde o aplica em prática pela primeira vez em 1907, num acampamento experimental na pequena ilha britânica de Brownsea com vinte rapazes. Devido ao êxito obtido publica pela primeira vez Scouting for Boys em 1908, que estava dividido em seis prestações quinzenais , ilustradas por ele mesmo (Baden-Powell), posteriormente, foi encadernado e vendido inteiro.
Quando o Escotismo para Rapazes sai nas bancas a adesão é tal que se propaga pela Europa inteira em poucos anos e encontra-se traduzido em dezenas de línguas, sendo vendido em quase todo o mundo. Nasce assim o movimento escuteiro internacional, sendo a base de toda a sua filosofia e técnica descrita neste livro.

## Conteúdo
O livro contém orientações em forma de «Palestras de Bivaque» ou conversas de Fogo de Conselho sobre conhecimentos importantes para um Escoteiro: Orientação, Tocaia, Comida selvagem, Primeiros Socorros, Organização de um Acampamento, etc. Mas também sobre cidadania, carácter, importância do serviço ao próximo, etc.

## Curiosidades
- A primeira versão portuguesa deste livro foi publicada pela Associação dos Escoteiros de Portugal com o título "Manual do Escoteiro", encontrando-se esgotada há várias décadas.
- O Escotismo para Rapazes continua a ser um best-seller, estando traduzido para todas as principais línguas do planeta.
- O Escotismo para Rapazes passou para o domínio público em 2011, 70 anos após a morte do autor.
- Em 2008 foi comemorado o centenário deste livro.

## Algumas citações
Procurai deixar este mundo um pouco melhor do que o encontrastes e, quando chegar a hora de morrerdes, podeis morrer felizes sentindo que pelo menos não desperdiçastes o tempo e que procurastes fazer o melhor possível. Deste modo estai "Bem Preparados" para viverdes felizes e para morrerdes felizes - mantende-vos sempre fiéis à vossa Promessa Escoteira - mesmo quando já tenhais deixado de ser jovens - e Deus vos ajude a todos a procederem assim.
O vosso amigo, Baden Powell. Última página.